# Айтат
Айта́т — село в Большемуртинском районе Красноярского края России. Административный центр Айтатского сельсовета.

## География
Село находится в центральной части края, в подтаёжно-лесостепном районе лесостепной зоны, на берегах реки Айтат, на расстоянии приблизительно 13 км (по прямой) к северо-западу от Большой Мурты, административного центра района. Абсолютная высота — 183 м над уровнем моря.

## История
По данным 1926 года в деревне имелось 149 хозяйств и проживало 647 человек (в основном — русские). Функционировали школа I ступени и лавка общества потребителей. В административном отношении являлась центром сельсовета Больше-Муртинского района Красноярского округа Сибирского края.

## Население
| 2010 |
| ---- |
| 232  |

Гендерный состав
По данным Всероссийской переписи населения 2010 года, в гендерной структуре населения мужчины составляли 52,6 %, женщины — соответственно 47,4 %.
Национальный состав
Согласно результатам переписи 2002 года, в национальной структуре населения русские составляли 90 % из 254 чел.

## Улицы
- ул. Айтатская,
- ул. Заречная,
- ул. Лесная,
- ул. Нагорная,
- ул. Новая[6].

## Инфраструктура
В селе функционируют сельский клуб и библиотека.